# Марк Скрибоний Либон Друз
Марк Скрибоний Либон Друз (на латински: Marcus Scribonius Libo Drusus; † 13 септември 16 г.) e сенатор на Римската империя.

## Биография
Произлиза от клон Либон на фамилията Скрибонии. По-малкият син е на Луций Скрибоний Либон (консул 34 пр.н.е.) и Сенция от рода Сулпиции. Баща му е брат на Скрибония, втората съпруга на Октавиан Август. Брат му Луций Скрибоний Либон е консул през 16 г. и е женен за Корнелия Помпея, дъщеря на Помпея (дъщерята на Помпей Велики).
През 16 г. той е претор и е обвинен от Сената в заговор против император Тиберий. Самоубива се на 13 септември 16 г. преди края на процеса. Неговата собственост се разделя между обвинителите.